# Libníč
Libníč (do roku 1923 Libnič, německy Libnitsch) je obec ležící v okrese České Budějovice v Jihočeském kraji, zhruba sedm kilometrů severovýchodně od Českých Budějovic. Žije zde 565 obyvatel.

## Historie

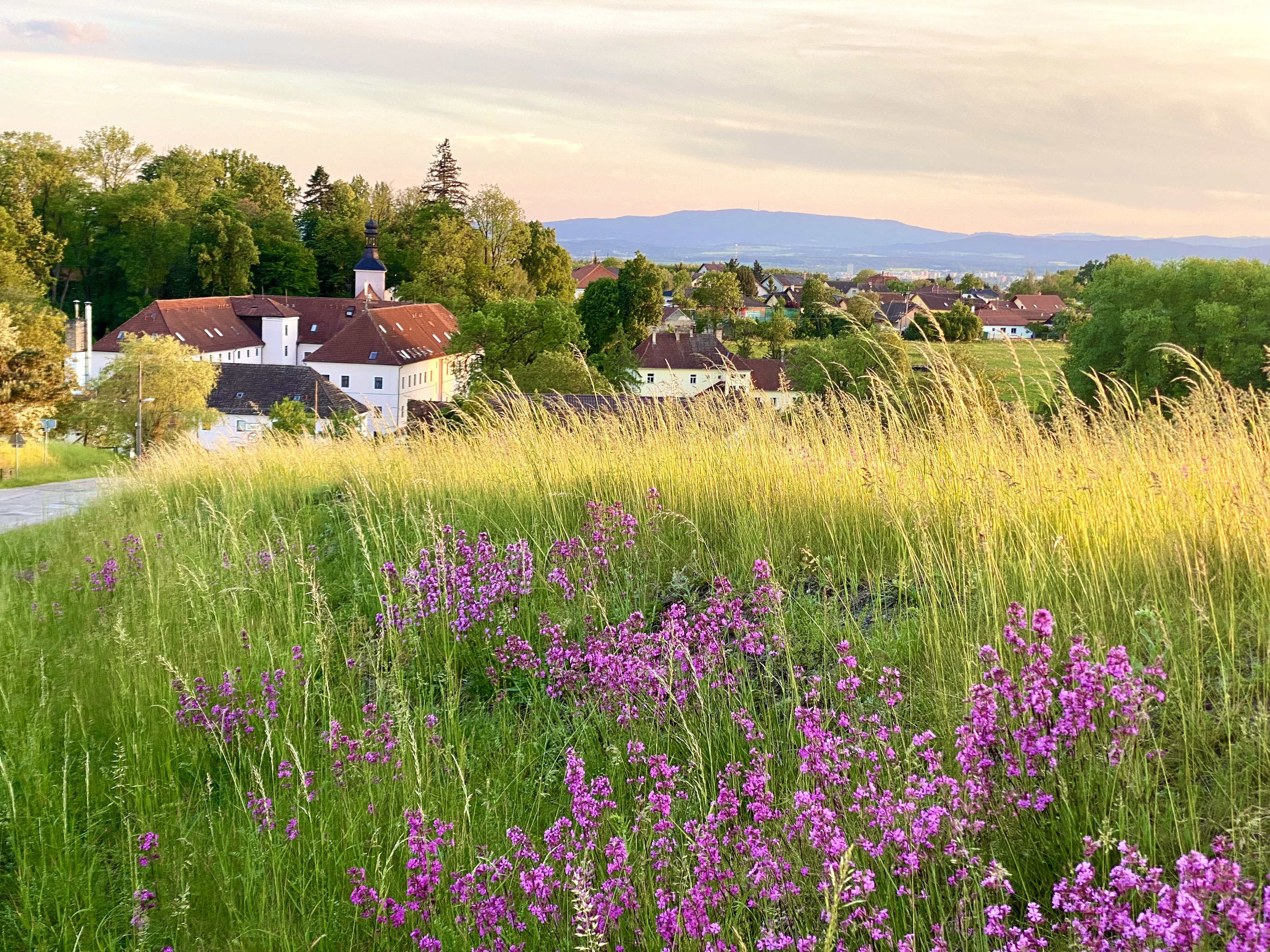
Historické lázně v Libníči z Jelma

První písemná zmínka o vsi (in villa Lybnycze) pochází z roku 1394. Název se ve starších dobách užíval ve tvaru Libníče, v nynější podobě se ujal od 18. století. V letech 1571 až 1801 se na katastru obce v několika štolách těžilo stříbro, těžba však po vrcholu, dosaženém již koncem 16. století, postupně upadala.V roce 1681 prokoumal zdejší léčivý pramen Jan František Löw z Erlsfeldu. Na základě jeho expertizy této sirnato-železité vody zde byly od konce 17. století provozovány lázně, jejichž provoz trval přes 200 let až do zániku tohoto pramene. Po zrušení poddanství ke schwarzenberskému panství Hluboká se Libníč roku 1850 stala samostatnou obcí, jíž po většinu času zůstává dodnes. Pouze v letech 1943 až 1945 byla Libníč nakrátko nuceně připojena k obci Hůry a v období od počátku roku 1976 do 23. listopadu 1990 spadala pod město Rudolfov.
Obcí vede cyklostezka z Hluboké do Lišova, pracuje zde sbor dobrovolných hasičů a sportovní klub SK Libníč. Poslední srpnovou sobotu se v Libníči od roku 2007 na návsi konají Libníčské slavnosti. V roce 2010 byla na severním okraji obce spuštěna fotovoltaická elektrárna. 

## Obecní správa

### Místní části
Obec Libníč se skládá ze dvou částí na stejnojmenných katastrálních územích.
- Libníč
- Jelmo

### Starostové
- 2006–2014 Jiří Fencl
- 2014–2016 Miroslav Třeštík
- od roku 2016 Petr Uhlíř

## Pamětihodnosti

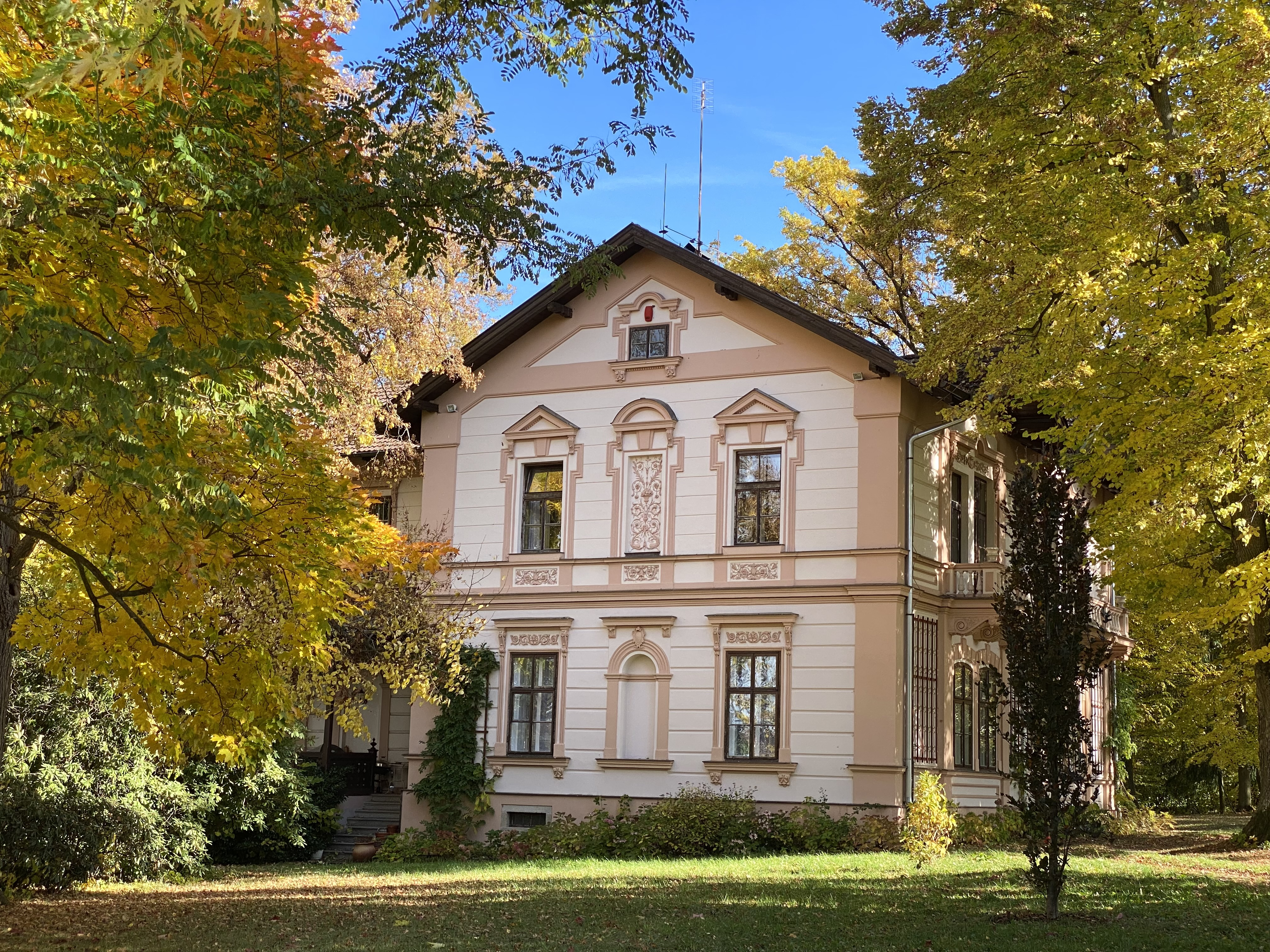
Neorenesanční vila Augusta Zátky (1888)

- Farní kostel Nejsvětější Trojice, v jádru osmiboká barokní kaple z let 1714 až 1715 podle návrhu Pavla Ignáce Bayera, ve druhé polovině 18. století stavba rozšířena o presbytář a věž. K farnosti, ustavené roku 1855, patří kromě Libníče také Červený Újezdec, Hůry, Jelmo a Úsilné
- Budova bývalých lázní, z let 1714 až 1720, dílo téhož architekta, dnes domov důchodců
- Několik vil z konce 19. století, zejména novorenesanční vila Augusta Zátky s přilehlým parkem z roku 1888[5] a vila jeho bratra, pražského podnikatele Ferdinanda Zátky (Vila Gabriela) postavená v roce 1895 po vzoru české chalupy z Turnovska, prezentované na Jubilejní zemské výstavě v Praze roku 1891[6]
- Přírodní památka Libnič, malá lokalita (0,08 ha) s výskytem střevíčníku pantoflíčku, zhruba kilometr východně od Libníče
- Boží muka na jihu obce
- Barokní socha svatého Jana Nepomuckého[7]
- Kříž na návsi, křížek na východě obce s datací 1856 a další při cestě na Jelmo
- Domy s rysy selského baroka čp. 42, 44
- Vycházkový okruh Mojský les na severozápadě obce vedoucí k Borku
- Naučná stezka o místním lázeňství[8] byla zhotovena v roce 2022. Obec ji ve spolupráci s odborníky připravovala asi dva roky a získala k tomuto účelu i grant ze Státního zemědělského intervenčního fondu z Programu rozvoje venkova.[zdroj?] Stezka má celkem devět zastavení. Začíná na návsi u bývalé Bezdíčkovy vily, další dvě tabule se nacházejí u Čertíkovy vily a u sochy sv. Jana Nepomuckého, čtvrtá u Zátkovy vily, pátá, šestá a sedmá tabule jsou blízko sebe u kostela, myslivny a lázní, osmá pak u vily Gabriely. Poslední se nachází u Novotných křížku v údolí pod lázněmi a připomíná trpký osud vojáků, kteří v Libníči zemřeli za napoleonských válek.[8] Každá z tabulí je rozdělena na dvě části. Horní pole obsahuje zajímavosti z historie místních lázní, zatímco obsáhlejší spodní část se věnuje přímo památce, u které informační tabule stojí. Text ilustrují současné i historické fotografie, staré pohlednice, portréty a plánky.[8] U každého panelu je možné na mobilním telefonu či tabletu s internetovým připojením s pomocí QR kódu zhlédnout scénku, v níž Genius loci a Paní Architektura hovoří o místních pamětihodnostech, dávno zašlých časech a významných lidech, kteří k dějinám Libníče patří.[9] Místa i témata jednotlivých zastavení ukazují minulost obce – nejen samotnou lázeňskou tradici, nýbrž i stránku duchovní, vojenskou, hospodářskou, včetně řady osobností, jež obec navštívily.[zdroj?]

## Rodáci
- Jan Měšťan (1883–1944), filolog
- Karel Měšťan (1897–1953), stomatolog, univerzitní profesor
- Eufemie Němcová (1814–1889), generální představená řádu Milosrdných sester svatého Karla Boromejského v českých zemích